# Karel Berka
Karel Berka (* 4. Mai 1923 in Břeclav; † 24. November 2004; Pseudonym: Kurt Bermann) war ein tschechischer Philosoph.

## Leben
Der Sohn eines Professors der Mathematik und Physik besuchte das Gymnasium in Brünn; der Schulbesuch wurde jedoch durch Inhaftierungen in verschiedenen Konzentrationslagern unterbrochen. Von 1948 bis 1951 studierte Berka an der philosophischen Fakultät der musischen Künste und erhielt 1952 den Abschluss eines PhDr. mit der Arbeit Grammatik und Logik. Von 1951 bis 1955 arbeitete er als Lehrer an Schulen in der Region Gablonz, wechselte 1955 an die philosophische Fakultät der Karls-Universität in Prag und wurde 1957 zum CSc. promoviert, habilitierte an der Fakultät mit seiner Arbeit Studie zur aristotelischen Logik und wurde 1965 zum Dozenten ernannt. Von 1962 bis 1963 arbeitete er an der Humboldt-Universität zu Berlin, im Sommersemester 1967 bis 1968 als Gastdozent an der Universität Leipzig und 1969 als Gastprofessor an der Pennsylvania State University. Von 1968 bis 1991 leitete er die wissenschaftliche Abteilung der Tschechoslowakischen Akademie der Wissenschaften in der Kategorie Theorie und Methodische Wissenschaften. 1981 ernannte man Berka zum Doktor der Wissenschaften (DrSc.), 1989 zum Professor der Logik.

## Lehre
Er beschäftigte sich mit verschiedenen Problemen der Logik, deren Methodologie, Philosophie und wissenschaftlicher Theorie. Dabei interessierte ihn vor allem die Geschichte der Logik, angefangen bei Aristoteles, antike logische Aussagen, Auslegung der Logik und Philosophie von Bernard Bolzano und die Entwicklung der modernen Logik unter der Zugrundelegung der Werke von Gottlob Frege, Bertrand Russell, Ludwig Wittgenstein.

## Werke
Eine Reihe seiner Publikationen wurden mit großem Erfolg im Ausland veröffentlicht. Daneben leitete Berka jahrelang das Bulletin Theorie und Methodik und war Mitglied in verschiedenen Redaktionsteams im In- und Ausland. Umfangreich sind auch seine Übersetzungen im Bereich der Kybernetik, Logik und philosophischer Wissenschaften.

### Mitarbeit in Zeitschriften
- Filozofie Česká
- Československá informatika
- The Problems of Science of Science
- Poznan Studies in the Philosophy of Science and Humanities

### Übersetzungen
- W. Ross Ashby
- Norbert Wiener
- Stafford Beer
- Bertrand Russell
- Rudolf Carnap
- Stephan Körner
- Ernst Cassirer

### Fachbücher
- O vzniku logiky, 1959
- K dějinám výrokové logiky v antice, 1959
- Co je logika (Mitautor Miroslav Mleziva),1962
- Aristoteles, 1966
- Škály měření, 1972, angl. 1982
- Teorie očekávaného užitku, 1974
- Měření: Pojmy, teorie, problémy, 1977, englisch 1983, russisch 1987
- Využití logiky v propagandistické praxi, 1978
- Logika (Mitautor Miroslav Jauris), 1978
- Co víte o moderní logice (Mitautor Vladimír Čechák, Ivo Zapletal), 1981
- Bernard Bolzano, 1981
- Logika a metodologie pro žurnalisty (Mitautor Jarmila Rybová), 1988
- Stručné dějiny logiky, 1994

### Sammelwerke
- Teorie tříd in Moderní logika, 1958
- Pragmatismus, in Současná západní filosofie, 1958
- Existence in modern logic. In: Essays in metaphysics. Edited by Vaught Carl G. University Park: Pennsylvania State University Press 1970. pp. 157-174
- Was there an Eleatic Background to Pre-Euclidean Mathematics? Theory Change, J. Hintikka et in Ancient Axiomatics and Galileo’s Methodology, Dordrecht 1981
- The Ideal of Mathematization in B. Bolzano, in Nature Mathematized, Dordrecht 1982, pp. 291-298
- La syllogistique aristotélicienne, reconstruction historico-logique, in Penser avec Aristote, Toulouse 1991
- Are there Objective Grounds for Measurement Processes? In Philosophical and Foundational Issues im Measurement Theory London 1992
- Rational and Nonrational Elements in the History of Science, Philosophy and the Scientific Community, Dordrecht 1995
- Measurement in Design: its Scope and Limits, Measurement and Design, Delft 1995
- Komentáře k českým př.: Aristoteles: 1958–1978
- Galenos in Úvod do logiky, 1958
- B. Russell: Logika, jazyk a věda, 1967
- B. Russell: Zkoumání o smyslu a pravdivosti, 1975
- B. Bolzano: Vědosloví, 1981
- B. Russell: Logika, věda, filosofie, společnost, 1993
- R. M. Hare, H. Barnes, H. Chadwick in Zakladatelé myšlení, 1994.

### Deutschsprachige Publikationen
- Logik-Texte. (Mitautor Lothar Kreiser), Berlin 1972, 1986, Darmstadt 1982
- Zur aristotelischen Lehre von deduktiven Aufbau der Wissenschaft, Aristoteles als Wissenschaftstheoretiker. Berlin 1983
- Bolzano's Lehre vom natürlichen Schliessen in Bolzano's Wissenschaftslehre 1837–1987. 1992
- Zur Problematik der peripathetischen Schlüsse „kat'analogian“. Deutsche Zeitschrift für Philosophie (DZPh). 1958
- Über einige Probleme der Interpretation der aristotelischen Kategorienlehre in Studia antiqua. (Budapest) 1960
- Über den Gegenstand von formalen Logik und Methodologie. DZPh 1965
- Logik und „Ontologie“. DZPh 1967
- Lambert's Beitrag zur Messtheorie. Organon (Warszawa) 1973
- Bemerkungen zu Bolzanos Wahrscheinlichkeitslogik. DZPh 1981

## Auszeichnungen
- 1978 Silberne Palacky-Plakette
- 1983 Goldene Palacky-Plakette

## Biographie
- K. Müller, A. Miltová: Životní jubileum Karla Berky, Filozofický Časopis 1988
- V. Filkorn, J. Viceník: Karel Berka 65 ročný, Filozofia 1988
- P. Materna: Životní jubileum prof. Karla Berky, Filozofický Časopis 1994